# The Mousetrap

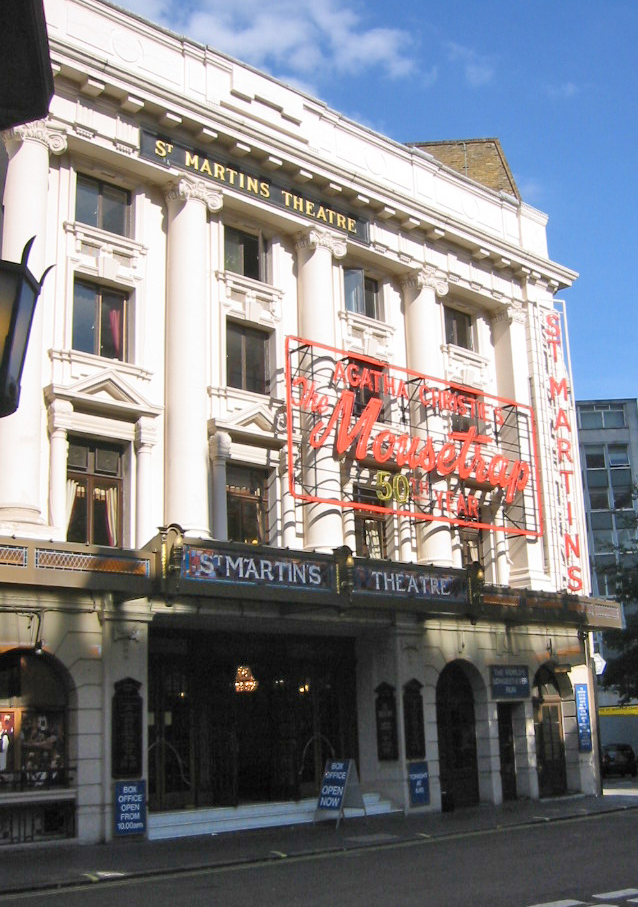
St. Martins Theatre, Londen 2002

The Mousetrap (De Muizenval) is een toneelstuk van Agatha Christie (1890-1976). Christie schreef een groot aantal romans, korte verhalen en 20 toneelstukken. The mousetrap is haar grootste succes.
Koningin Mary verzocht Agatha Christie ter gelegenheid van haar tachtigste verjaardag een hoorspel voor BBC Radio te schrijven. 30 mei 1947 werd dit uitgezonden onder de naam Three Blind Mice (Drie blinde muizen), een in 1948 gepubliceerde novelle, die de basis vormde voor het toneelstuk.
The Mousetrap is de langstlopende toneelvoorstelling ter wereld en staat als zodanig in het Guinness Book of Records vermeld. Op 25 november 1952 vond de première ervan plaats, in het Ambassadors Theatre in Londen. Op 23 maart 1974 verhuisde het toneelstuk naar het St. Martin's Theatre, waar het heden ten dage nog steeds dagelijks wordt opgevoerd, bovendien zeer vaak voor een uitverkochte zaal.
Agatha Christie deed haar kleinzoon Mathew Prichard ter gelegenheid van zijn tiende verjaardag de rechten van het toneelstuk cadeau. De novelle is binnen het Verenigd Koninkrijk nog steeds niet uitgegeven, maar verscheen in 1950 in de Verenigde Staten in een bundel met de titel Three Blind Mice and Other Stories.
Het verhaal van The Mousetrap is nog nooit verfilmd. Christie heeft namelijk in haar testament laten vastleggen dat dit niet mag zolang het stuk in het theater wordt gespeeld. Het stuk wordt nog altijd wereldwijd in diverse talen opgevoerd. In de toneelwereld geldt The Mousetrap als 'het best bewaarde geheim', als 'wereldberoemd' en haast 'heilig'.

## Voorstellingen in Nederland
In Nederland werd de The Mousetrap in 1988 voor het eerst door een professioneel gezelschap, de Hollandse Comedie, opgevoerd, onder regie van Frans Boelen, met rollen van Eric van Ingen, Filip Bolluyt en Elsje Scherjon.
Joop van den Ende Theaterproducties B.V. bracht The Mousetrap in 2000/2001 weer op de planken. De première vond op 5 november 2000 plaats in het Stadstheater Zoetermeer. De acteurs waren Rick Engelkes, Bram Bart, Elle van Rijn, Isa Hoes, Catalijn Willemsen, Ronald Top, Ella Snoep, Michiel Kerbosch, István Hitzelberger en Rutger le Poole. De rollen van Giles Ralston en Miss Casewell werden afwisselend door verschillende personen uitgevoerd.
20 jaar later, na een aantal try-outs per 4 november 2021 en de première op 15 november in de Koninklijke Schouwburg te Den Haag, staan voorstellingen, door Rick Engelkens geproduceerd, in theaters door heel Nederland geboekt, als laatste vier voorstellingen per 25 februari 2022 in DeLaMar te Amsterdam. Willeke van Ammelrooy (Mevrouw Boyle), Wilbert Gieske (Majoor Metcalf) en Frederik Brom (Giles Ralston) spelen de hoofdrollen. De overige acteurs zijn Roos van Erkel (Mollie Ralston), Danny Westerweel (inspecteur Trotter), Xander van Vledder (Meneer Paravicini), Guusje te Pas (Juffrouw Casewell) en Bob Ott (Christopher Wren).

## Voorstellingen in België
In november en december 2024 brengt Backstage Producties het stuk in Theater Elckerlyc in Antwerpen. Het stuk wordt geregisseerd door Dirk Lavrysen. De cast bestaat uit Bieke Ilegems, Erik Goossens, Mieke Bouve, Manou Kersting, Walter Baele, Mira Delbaen, Pieter Jan De Paepe en Michiel De Meyer.

## Verhaal
The Mousetrap speelt zich in twee bedrijven af in de jaren 40 van de twintigste eeuw in het hotel/pension Monkswell Manor van een jong echtpaar, Giles Ralston en zijn vrouw Mollie. De gasten, Christopher Wren, Mrs Boyle, Major Metcalf, Miss Casewell en Mr Paravicini, zijn door hevige sneeuwval opgesloten in het hotel.
In de omgeving ervan heeft eerder die dag een moord plaatsgevonden. Een brigadier van politie, Detective Sergeant Trotter, bezoekt vervolgens het hotel, omdat hij vermoedt dat de moordenaar (of moordenares) zich aldaar schuilhoudt. De spanning loopt vervolgens nog verder op als er een tweede slachtoffer valt.
Het blijkt al snel dat alle aanwezigen een motief hebben voor de moord en ook dat ze in de gelegenheid waren om deze te plegen. Door de vreselijke sneeuwstorm kan niemand het hotel verlaten, ook de onbekende moordenaar niet. De gasten verdiepen zich in elkaars geheimen, maar de moordenaar verraadt zich niet.

## Einde
Dit stukje tekst stond op de achterkant van het programmaboekje van The Mousetrap uit het seizoen 2000/2001:
'BEWAAR HET GEHEIM VAN THE MOUSETRAP'
Dit voorschrift wordt tevens traditiegetrouw altijd mondeling aan het publiek herhaald bij de groet van de spelers aan het einde van elke opvoering. Daarom volgt hier ook verder geen informatie over de afloop van het stuk.